# 按竺迩
按竺迩（蒙古语转写：Ančul，1195年—1263年），蒙古雍古氏，蒙古帝国将领，後被封为千户长。
幼年时被外祖父术要甲抚养，讹称赵家。开始事奉成吉思汗的次子察合台，他以骑射著称，深受器重。1219年，随成吉思汗西征七年，因功升为千户长。1226年，征西夏，1227年，攻打金边郡，攻克积石州，围临洮，攻破德顺、巩昌。窝阔台即位後，任元帅，镇守察合台的分地删丹州。开辟从敦煌到玉门关的驿道，直通察合台的驻地。1231年，攻克凤翔、西和州、平凉、庆阳。1232年，随拖雷在三峰山之战大破金军。1234年，攻破蔡州，灭金国。然后，攻下金州、兰州、定州、会州，招降巩州，功拜征行大元帅。赐号拔都儿。1236年，随阔端攻打蜀地，作为末哥的属下的先锋，攻破宕昌，侵扰阶州、文州，最后破成都。1238年，随都元帅塔海绀卜再次攻打蜀地，攻克隆庆府，攻打重庆府，围攻万州。1241年，连破二十余城。1260年，在忽必烈和阿里不哥的战争中，随宗王哈丹击败阿里不哥，斩杀其将阿蓝答儿、浑都海。1263年，按竺迩卒。元仁宗延祐元年（1314年）追封秦国公。

## 传記資料
- 《元史》卷121 列传第八
- 《新元史》卷149 列传第四十六